# Mesochorus cestus
Mesochorus cestus là một loài tò vò trong họ Ichneumonidae.